# Wendover

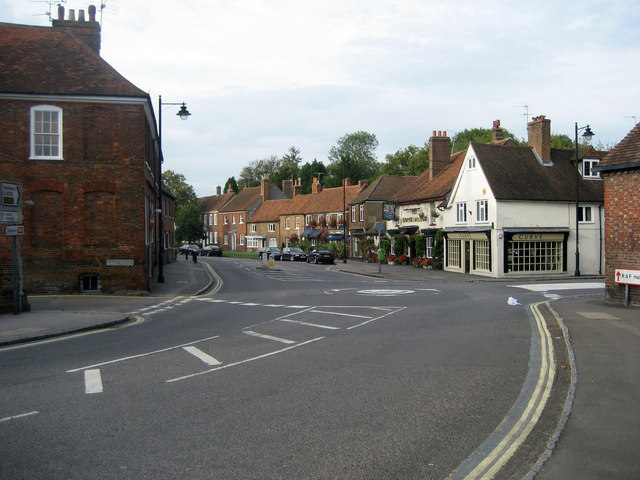
Centro de Wendover

Wendover es una localidad situada en el condado de Buckinghamshire, en Inglaterra (Reino Unido). Tiene una población estimada, a mediados de 2019, de 8186 habitantes.
Está ubicada al norte de la región Sudeste de Inglaterra, cerca de la frontera con las regiones de Este de Inglaterra y Midlands del Este, al sur de Milton Keynes y al noroeste de Londres.